# Anna Fotyga

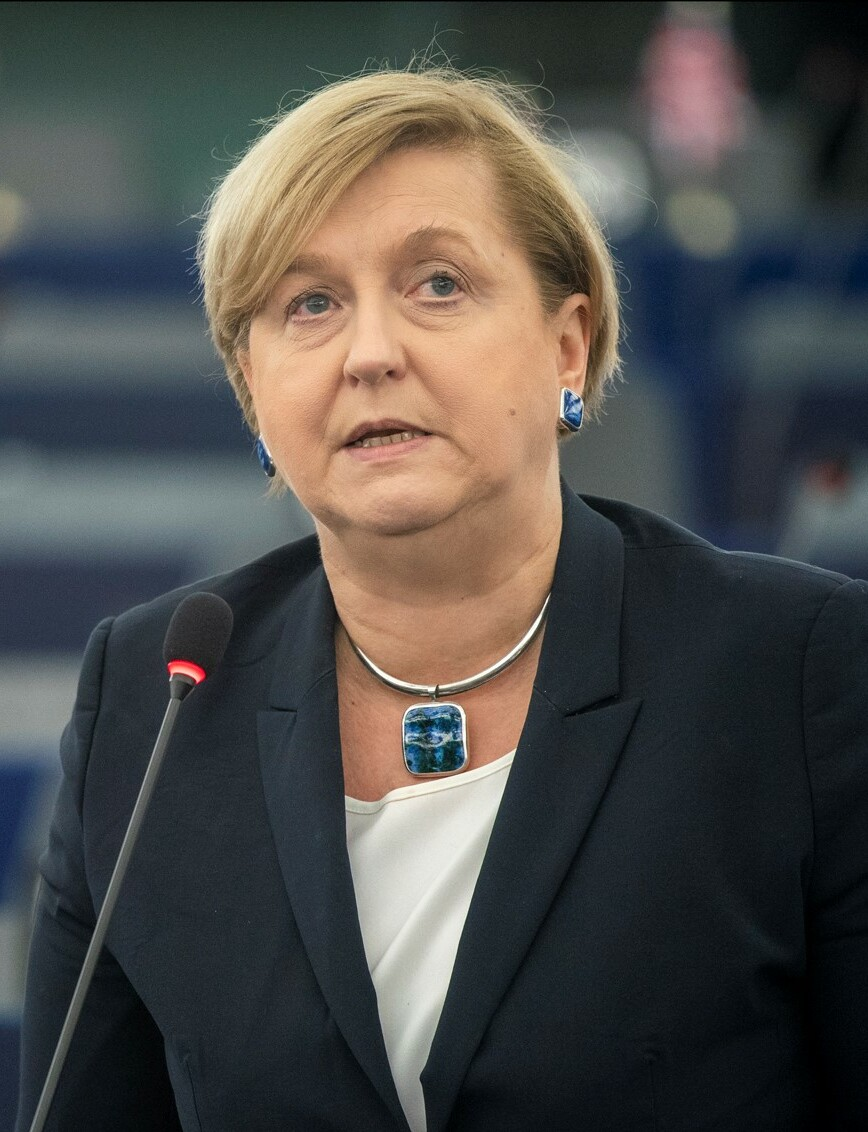
Anna Fotyga (2019)

Anna Elżbieta Fotyga (* 12. Januar 1957 in Lębork) ist eine polnische Politikerin. Sie gehört der nationalkonservativen Partei Recht und Gerechtigkeit (PiS) an und war von Mai 2006 bis November 2007 Außenministerin ihres Landes. Von 2014 bis 2024 gehörte sie dem Europäischen Parlament an, 2020 wurde sie zur Generalsekretärin der Europapartei Europäische Konservative und Reformer (EKR) gewählt.

## Leben
Fotyga studierte Internationalen Handel an der Universität Danzig und legte 1981 ihr Examen ab. 1980/1981 war sie für die Gewerkschaft Solidarność tätig, deren Auslandsbüro sie leitete. Nach Tätigkeit in der Wirtschaft während der Zeit des Kriegsrechts kehrte sie nach 1989 wieder in die Politik zurück, unter anderem von 1997 bis 2001 als außenpolitische Beraterin des Ministerpräsidenten Jerzy Buzek. Von 2002 bis 2004 wirkte sie als stellvertretende Stadtpräsidentin Danzigs.
2004 wurde Fotyga in das Europaparlament gewählt und gehörte dort zusammen mit den anderen Abgeordneten der PiS der UEN-Fraktion an. Am 22. November 2005 legte sie ihr Mandat nieder. Vom 31. Oktober 2005 bis zum 9. Mai 2006 war sie als Staatssekretärin dem parteilosen Außenminister Stefan Meller beigeordnet. Unter Ministerpräsident Jarosław Kaczyński wurde sie schließlich selbst Außenministerin. Nach der Wahlniederlage 2007 wechselte die langjährige Vertraute von Präsident Lech Kaczyński in die Präsidialkanzlei. Am 20. August 2008 trat sie überraschend vom Amt der Leiterin der Präsidialkanzlei zurück.
Im Februar 2007 verlangte Fotyga von Bundesaußenminister Frank-Walter Steinmeier, Deutschland müsse der polnischen Bevölkerung im Lande Minderheitenrechte zugestehen. In einem Interview mit der Frankfurter Allgemeinen Zeitung sagte sie danach, Polen seien in Deutschland einer „Assimilierung“ ausgesetzt, die wesentlich härter sei als in anderen Ländern der Europäischen Union.
In einem International Herald Tribune am 14. August 2007 gegebenen Interview hat Fotyga auf die engen Bande Berlins und Moskaus (der „historische[n] Feinde“) hingewiesen und sagte, dass Warschau seine Interessen innerhalb der EU und NATO verteidigen müsse:

„With growing concern over Russia's use of its energy wealth as a political weapon, German restitution claims for property ceded to Poland after 1945 and close ties between its historic enemies, Moscow and Berlin, Fotyga says, Warsaw has to fight to defend its interests inside the EU and the Western military alliance.
Mit wachsender Besorgnis über die Benutzung der russischen Energieschätze als politische Waffe und die deutschen Rückgabeansprüche wegen nach 1945 an Polen abgetretenen Eigentums sowie die engen Bande zwischen seinen historischen Feinden Moskau und Berlin muss Warschau seine Interessen innerhalb der EU und des westlichen Bündnisses kämpferisch verteidigen, sagt Fotyga.“

Ähnlich hat sich zu deutsch-russischen Beziehungen Polen betreffend, insbesondere im Energiesektor, der damalige Verteidigungsminister und Fotygas späterer Nachfolger als Außenminister Polens, Radosław Sikorski, geäußert, als er diese mit dem Hitler-Stalin-Pakt verglich.
Bei den Europawahlen 2014 zog sie für die PiS-Partei in das Europaparlament ein, wo sie Mitglied im Vorstand der Fraktion der Europäischen Konservativen und Reformer ist. Sie gehört zu den 89 Personen aus der Europäischen Union, gegen die Russland im Mai 2015 ein Einreiseverbot verhängt hat. Bei den Europawahlen 2024  kandidierte sie ein weiteres Mal auf der Liste der PiS, konnte aber ihr Brüsseler Mandat nicht verteidigen.
Anna Fotyga ist verheiratet und hat zwei erwachsene Kinder.